# Пінон (Аризона)
Пінон (англ. Pinon) — переписна місцевість (CDP) в США, в окрузі Навахо штату Аризона. Населення — 1084 особи (2020).

## Географія
Пінон розташований за координатами 36°5′56″ пн. ш. 110°13′9″ зх. д. / 36.09889° пн. ш. 110.21917° зх. д. (36.098856, -110.219116). За даними Бюро перепису населення США в 2010 році переписна місцевість мала площу 16,82 км², з яких 16,79 км² — суходіл та 0,03 км² — водойми.

## Демографія
Згідно з переписом 2010 року, у переписній місцевості мешкали 904 особи в 256 домогосподарствах у складі 197 родин. Густота населення становила 54 особи/км². Було 338 помешкань (20/км²).
Расовий склад населення:
| - 88,8 % — корінних американців - 7,1 % — білих - 2,1 % — азіатів - 0,3 % — чорних або афроамериканців |

До двох чи більше рас належало 1,2 %. Частка іспаномовних становила 2,8 % від усіх жителів.
За віковим діапазоном населення розподілялося таким чином: 36,0 % — особи молодші 18 років, 56,6 % — особи у віці 18—64 років, 7,4 % — особи у віці 65 років та старші. Медіана віку мешканця становила 26,1 року. На 100 осіб жіночої статі у переписній місцевості припадало 99,1 чоловіків; на 100 жінок у віці від 18 років та старших — 86,8 чоловіків також старших 18 років.
Середній дохід на одне домашнє господарство становив 36 468 доларів США (медіана — 36 161), а середній дохід на одну сім'ю — 37 716 доларів (медіана — 34 583). Медіана доходів становила 41 250 доларів для чоловіків та 31 458 доларів для жінок. За межею бідності перебувало 29,5 % осіб, у тому числі 32,2 % дітей у віці до 18 років та 31,3 % осіб у віці 65 років та старших.
Цивільне працевлаштоване населення становило 195 осіб. Основні галузі зайнятості: освіта, охорона здоров'я та соціальна допомога — 69,7 %, мистецтво, розваги та відпочинок — 8,7 %, транспорт — 6,7 %, роздрібна торгівля — 5,1 %.